# Sammy Bossut
Pour les articles homonymes, voir Bossut.
Sammy Bossut, né le 11 août 1985 à Tielt en Belgique, est un footballeur international et entraîneur belge qui joue au poste de gardien de but. Il est actuellement l'entraîneur intérimaire du KRC Harelbeke.
Il est à ce jour le joueur le plus capé de l'histoire du SV Zulte Waregem.

## Biographie
Sammy Bossut commence sa carrière au KSV Ingelmunster, en Division 2. Il fait une première fois partie du noyau lors d'un déplacement au RFC Liège le 6 avril 2003. Il joue ses premières minutes le 20 décembre en déplacement au Brussels et fête sa première titularisation le 20 janvier 2004 face au KSV Roulers. Le club est relégué en Division 3 en fin de saison et Bossut décide de rester. Il joue encore un match la saison suivante puis cinq lors de celle qui suit. En juillet 2006, alors qu'il n'a pas encore joué dix matches en équipe première, il est recruté par le SV Zulte Waregem, récent vainqueur de la Coupe de Belgique pour devenir deuxième gardien, derrière l'ancien international belge Geert De Vlieger.
Le 20 décembre 2006, deux ans jour pour jour après son premier match professionnel, il obtient une première titularisation en Supercoupe de Belgique face au Sporting Anderlecht. Deux mois plus tard, il est titularisé lors du match retour de seizièmes de finale de le Coupe UEFA face à Newcastle. Cantonné ensuite à son rôle de doublure, il ne joue plus que quelques rencontres lorsque Geert De Vlieger est blessé ou suspendu. En mars 2008, la direction décide de ne pas prolonger le contrat de ce dernier. L'entraîneur Francky Dury fait alors le choix de titulariser Bossut dans les buts jusqu'en fin de saison pour lui permettre d'engranger de l'expérience.
Depuis lors, Sammy Bossut est le gardien de but titulaire de son club. Depuis la saison 2008-2009, il n'a manqué quasiment aucun match. En mars 2011, il devient célèbre à travers toute l'Europe à cause d'une « boulette » lors d'un match de championnat, reprise par tous les bêtisiers sportifs mais conserve la confiance de son entraîneur.
Le 18 mai 2014, Sammy Bossut est présélectionné en tant que troisième gardien pour la Coupe du monde 2014 par l'entraîneur des Diables Rouges Marc Wilmots, en remplacement de Silvio Proto, blessé lors du dernier match de championnat, lui-même ayant été convoqué pour parer au forfait de Koen Casteels, blessé depuis trois mois, et lui-même devant remplacer Jean-François Gillet, suspendu pour une affaire de matchs truqués. Le 26 mai, il dispute son premier match international face au Luxembourg, match qui sera par la suite reclassé comme « partie d'entraînement » par la FIFA car la Belgique avait effectué sept changements au lieu des six autorisés.
Fin de la saison 2022-2023 et alors que le club est relégué, Zulte se sépare de son gardien emblématique après 17 saisons. Début juillet 2023, en panne de gardiens à la suite de diverses raisons, le Club Bruges KV fait appel à Sammy Bossut pour dépanner pendant quelques semaines. Néanmoins, en dernière minute, Bossut fait faux bond aux Brugeois et s'engage auprès du KRC Harelbeke en D2 amateur.

## Statistiques
| Saison                | Club                  | Championnat           | Championnat | Championnat | Coupe(s) nationale(s) | Coupe(s) nationale(s) | Supercoupe | Supercoupe | Compétition(s) continentale(s) | Compétition(s) continentale(s) | Compétition(s) continentale(s) | Total | Total |
| Saison                | Club                  | Division              | M.          | B.          | M.                    | B.                    | M.         | B.         | Comp.                          | M.                             | B.                             | M.    | B.    |
| 2002-2003             | KSV Ingelmunster      | Division 2            | 0           | 0           | 0                     | 0                     | 0          | 0          | -                              | 0                              | 0                              | 0     | 0     |
| 2003-2004             | SWI Harelbeke         | Division 2            | 2           | 0           | 0                     | 0                     | 0          | 0          | -                              | 0                              | 0                              | 2     | 0     |
| 2004-2005             | SWI Harelbeke         | Division 3            | 1           | 0           | 0                     | 0                     | 0          | 0          | -                              | 0                              | 0                              | 1     | 0     |
| 2005-2006             | SWI Harelbeke         | Division 3            | 5           | 0           | 0                     | 0                     | 0          | 0          | -                              | 0                              | 0                              | 5     | 0     |
| Sous-total            | Sous-total            | Sous-total            | 8           | 0           | 0                     | 0                     | 0          | 0          | -                              | 0                              | 0                              | 8     | 0     |
| 2006-2007             | SV Zulte Waregem      | Division 1            | 2           | 0           | 0                     | 0                     | 1          | 0          | C3                             | 1                              | 0                              | 4     | 0     |
| 2007-2008             | SV Zulte Waregem      | Division 1            | 11          | 0           | 0                     | 0                     | 0          | 0          | -                              | 0                              | 0                              | 11    | 0     |
| 2008-2009             | SV Zulte Waregem      | Division 1            | 34          | 0           | 2                     | 0                     | 0          | 0          | -                              | 0                              | 0                              | 36    | 0     |
| 2009-2010             | SV Zulte Waregem      | Division 1            | 39          | 0           | 2                     | 0                     | 0          | 0          | -                              | 0                              | 0                              | 41    | 0     |
| 2010-2011             | SV Zulte Waregem      | Division 1            | 32          | 0           | 1                     | 0                     | 0          | 0          | -                              | 0                              | 0                              | 33    | 0     |
| 2011-2012             | SV Zulte Waregem      | Division 1            | 32          | 0           | 1                     | 0                     | 0          | 0          | -                              | 0                              | 0                              | 33    | 0     |
| 2012-2013             | SV Zulte Waregem      | Division 1            | 34          | 0           | 2                     | 0                     | 0          | 0          | -                              | 0                              | 0                              | 36    | 0     |
| 2013-2014             | SV Zulte Waregem      | Division 1            | 40          | 0           | 0                     | 0                     | 0          | 0          | LC+LE                          | 2+8                            | 0+0                            | 50    | 0     |
| 2014-2015             | SV Zulte Waregem      | Division 1            | 36          | 0           | 1                     | 0                     | 0          | 0          | LE                             | 2                              | 0                              | 39    | 0     |
| 2015-2016             | SV Zulte Waregem      | Division 1            | 28          | 0           | 0                     | 0                     | 0          | 0          | -                              | 0                              | 0                              | 28    | 0     |
| 2016-2017             | SV Zulte Waregem      | Division 1            | 19          | 0           | 5                     | 0                     | 0          | 0          | -                              | 0                              | 0                              | 24    | 0     |
| 2017-2018             | SV Zulte Waregem      | Division 1            | 26          | 0           | 1                     | 0                     | 0          | 0          | LE                             | 0                              | 0                              | 27    | 0     |
| Sous-total            | Sous-total            | Sous-total            | 333         | 0           | 15                    | 0                     | 1          | 0          | -                              | 13                             | 0                              | 362   | 0     |
| Total sur la carrière | Total sur la carrière | Total sur la carrière | 341         | 0           | 15                    | 0                     | 1          | 0          | -                              | 13                             | 0                              | 370   | 0     |

## Palmarès
- Vainqueur de la Coupe de Belgique en 2017.